# Rhoptropus bradfieldi
Espèce
Synonymes
- Rhoptropus diporus Haacke, 1965

Rhoptropus bradfieldi est une espèce de geckos de la famille des Gekkonidae.

## Répartition
Cette espèce est endémique de Namibie.

## Description
Rhoptropus bradfieldi mesure jusqu'à 61 mm, queue non comprise.
C'est un insectivore diurne terrestre.

## Taxinomie
La sous-espèce Rhoptropus bradfieldi diporus a été élevée au rang d'espèce par Bauer et Lamb en 2001.

## Étymologie
Cette espèce est nommée en l'honneur de Rupert D. Bradfield (1882-1949).

## Publication originale
- (en) Hewitt, 1935 : Some new forms of batrachians and reptiles from South Africa. Records of the Albany Museum, vol. 4, p. 283-357.